# Quercus hinckleyi
Quercus hinckleyi — вид рослин з родини букових (Fagaceae); ендемік Техасу, США, можливо залишився в центрально-північній Мексиці. Це кущ, який зазвичай утворює щільні зарості з товстими, сіро-зеленими листками, які мають падубоподібну форму. Видовим епітетом вшановано Леона К. Хінклі (англ. Leon C. Hinckley), який обстежував рослини цього району в тридцятих роках.

## Опис
Q. hinckleyi росте як вічнозелений кущ заввишки до 0.75(1.5) м, багатостовбурний, густо гіллястий. Хоча цей вид може розмножуватися статевим шляхом, клональне розмноження значно поширеніше. Кора луската, сіра. Гілочки блідо-коричневі, гладкі або слабо запушені. Листки від широко еліптичних до майже округлих, 0.5–1.5 см завдовжки (довші при вирощуванні), шкірясті, товсті; основа серцеподібна; верхівка тупа або загострена; край хвилястий, грубо-зубчастий; голі й сірувато-зелені з обох боків; ніжка листка запушена, завдовжки 2 мм. Цвіте навесні. Жолуді поодинокі, однорічні, сидячі або на ніжці до 4 мм; горіх яйцеподібний, 10–20 × 8–12 мм, голий; чашечка неглибока, у формі блюдця, глибиною 1–3 мм і 10–15 мм завширшки, укриває лише основу горіха, з притиснутими, бородавчастими лусочками.

## Середовище проживання
Поширений у Техасі, США й можливо залишився в центрально-північній Мексиці.
Росте на сухих пустельних схилах; на висотах 1000–1400 м. Вважається, що тисячі років тому вид мав більш широкий ареал, перш ніж мінливий клімат відокремив його до більш ізольованих плям.